# Daniel Gross
Pour les articles homonymes, voir Gross.
Daniel Gross, né en 1991 à Jérusalem, est un entrepreneur américain qui a cofondé Cue, dirigé les efforts d'intelligence artificielle chez Apple et servi en tant que partenaire chez Y-Combinator. Il a notamment investi dans des entreprises telles que Uber, Instacart, Figma, GitHub, Airtable, Rippling, CoreWeave, Character.ai, Perplexity.ai et autres,,.
En juin 2024, Ilya Sutskever annonce qu'il fonde Safe Superintelligence avec Gross et Daniel Levy, l'ancien chef de « l'équipe d'optimisation » d'OpenAI,,.
Time 100 classe Gross comme l'une des 100 personnes les plus influentes du domaine de l'IA.

## Carrière
En 2010, Gross est accepté dans le programme Y Combinator. À l’époque, il est le plus jeune fondateur jamais accepté. Gross lance Greplin (renommé plus tard Cue).
En 2011, Forbes désigne Gross parmi les « 30 Under 30 » (les 30 de moins de 30 ans) dans la catégorie « Pionniers de la technologie ». En 2011, Business Insider désigne Gross l'un des « 25 Under 25 » de la Silicon Valley, et en 2014, le site le nomme l'un des « 30 Under 30 » dans la catégorie technologie.

### Cue
En 2010, Gross lance Greplin, un moteur de recherche conçu pour permettre aux utilisateurs de rechercher des comptes en ligne (tels que les réseaux sociaux, les adresses mail et le stockage cloud) à partir d'un seul emplacement, sans les vérifier individuellement. En 2011, Greplin lève 4 millions de dollars auprès de la société de capital-risque Sequoia Capital. À 19 ans, Gross est l'un des plus jeunes fondateurs de Sequoia[réf. nécessaire].
En 2012, l'entreprise se renomme « Cue » et lance des fonctionnalités de recherche prédictive supplémentaires. En 2013, Apple achète Cue pour un montant non divulgué estimé entre 40 et 60 millions de dollars.

### Y Combinator
En 2017, Gross rejoint Y Combinator en tant que partenaire, où il se concentre sur l'intelligence artificielle, créant un programme dédié « YC AI ».

### Pioneer
En août 2018, Gross crée Pioneer, un incubateur d'entreprises à distance et axé sur la recherche de personnes talentueuses et ambitieuses dans le monde entier.

### AI Grant et Andromède
En 2021, Gross et Nat Friedman commencent à réaliser des investissements importants dans le domaine de l'IA et à gérer le programme AI Grant accordant un financement de 250 000 $ aux entreprises d'IA. En 2023, ils déploient Andromeda, un cluster de supercalculateurs composé de 2 512 processeurs graphiques H100 destinés aux startups de leur portefeuille,.

### Safe Superintelligence
En 2024, Daniel Gross cofonde Safe Superintelligence (SSI) avec Ilya Sutskever et Daniel Levy, une entreprise visant à créer une Superintelligence artificielle sans danger. SSI lève 1 milliard de dollars auprès de fonds tels qu’Andreessen Horowitz et Sequoia Capital, atteignant une valorisation de 5 milliards de dollars.